# Karine Baechelen
Karine Caux-Baechelen, née le 24 mai 1970, est une curleuse française.

## Biographie
Karine Baechelen est sacrée championne de France de curling en 2006 et en 2007.
Elle participe à trois éditions des Championnats d'Europe de curling.